# Синджелич, Стефан
Стефан Синджелич (серб. Стеван Синђелић, 19 мая 1770 — 31 мая 1809) — один из полководцев Первого сербского восстания. Погиб в битве на Чегре, подорвав ров, полный турок.

## Биография
Родился в 1770 году в селе Войска Моравского округа (по другим источникам — в селе Грабовац). Его отец, видный ремесленник Радован Ракич, умер очень рано, и Синджелия, мать Стефана, снова вышла замуж. По имени матери и Стефана прозвали Синджеличем. До восстания Стефан служил у ресавского князя Петра, которого перед началом восстания убили дахи. Ещё до начала восстания Карагеоргий встретился с Синджеличем и договорился с ним о начале восстания, после чего Стефан начал поднимать народ ресавского края на борьбу с турками. После объявления о начале восстания Орашаце, Карагеоргий известил об этом Стефана Синджелича.
Синджелич сразу же поднял на восстание всю Ресаву. Турки узнали о восстании в Чуприи и отправились на его подавление. Синджелич вовремя узнал об этом и, приготовившись к бою, встретил их на Ясеняре, между Свилайнцем и Чуприей, и разбил османские отряды. Это был его первый бой и первый военный успех. После этого Синджелич участвовал в бою на Иванковаце наряду с другими известными революционерами, Миленко Стойковичем и Петром Добрняцем, где они общими усилиями победили Хафиз-пашу, когда им на помощь пришёл Карагеоргий. В этом бою Стефан Синджелич показал себя хорошим и умелым полководцем, в результате удостоившись от Карагеоргия звания ресавского воеводы.
После 1807 года наступил короткий перерыв, а затем пришёл судьбоносный для сербских повстанцев 1809 год. У Каменицы, села, расположенного неподалёку от Ниша, у сербов было шесть рвов. В первом рву (на холме Чегар) находился воевода Синджелич с тремя тысячами своих подчинённых-ресавцев. Когда османы узнали, что два воеводы — Велько Петрович и Петар Добрняц — отвели свои войска и ослабили позиции сербов, они бросили сильное войско на сербские позиции на Чегаре. Бой на Чегре начался утром 19 (31) мая 1809 года. Османы четырежды шли в атаку, но бойцы Синджелича отбивали их. Наконец, османы провели пешую атаку на сербские позиции и вбежали в ров. Перестрелка с помощью ружей перешла в борьбу штыками, ножами и голыми руками. Османские отряды постоянно пополнялись, тогда как отряды Синджелича редели. Когда Синджелич увидел, что не может выгнать турок изо рва, а сербов гибнет всё больше, он, дабы не попасться живым в руки османов, выстрелил из своего ружья в бочку, полную пороха. Таким образом, бой, в ходе которого погибли 6000 османов и все оставшиеся сербы, завершился.

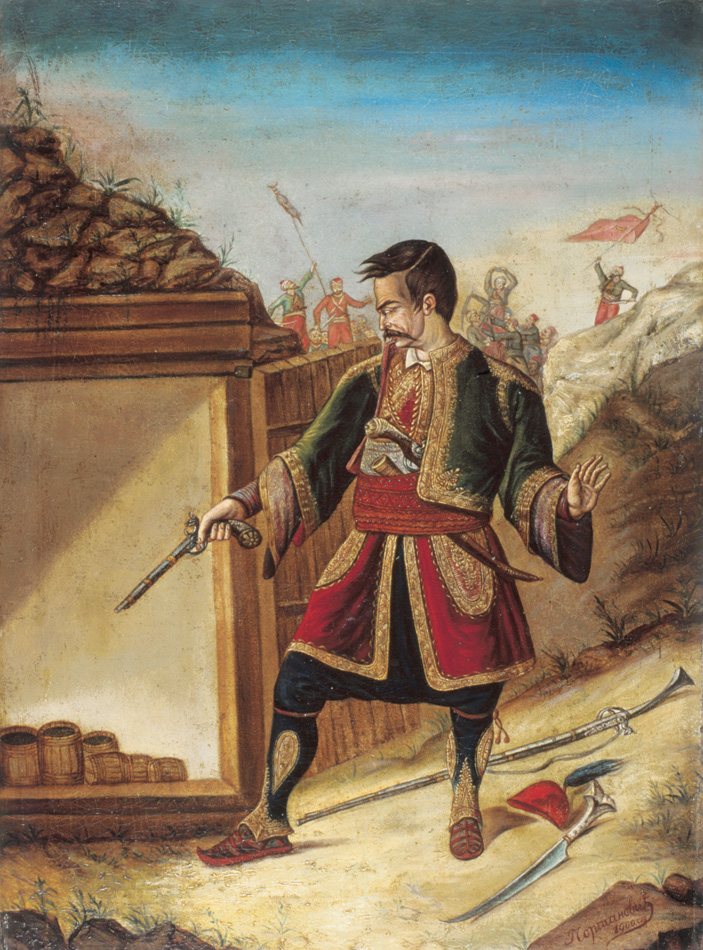
Стефан Синджелич в битве на Чегаре (картина Павла Чортановича)

После этого боя нишский паша распорядился, чтобы у всех погибших сербов были отрезаны головы и перенесены в Ниш. Кожевники ободрали их, а паша приказал поставить их кругом в ряд и создать, таким образом, башню, получившую название Челе-Кула (тур. башня черепов). В наши дни башня является памятником подвига Синджеличу и павшим защитникам Чегара. Что характерно, череп самого Синджелича был извлечён из башни и помещён в построенное позднее здание часовни.

## Памятники
Памятник воеводе Стефану Синджеличу находится в Свилайнце, а его бюст — на территории мемориального комплекса в парке Чегар, около Ниша.

## В культуре

### Фольклор
В наши дни, как воспоминание о воеводе, осталась песня «Ој, војводо Синђелићу» («Ой, воевода Синджелич»).

### Геральдика
Синджелич является щитодержателем большого герба Ниша наряду с римским императором Константином Великим.